# Dommage qu'elle soit une putain
Dommage qu'elle soit une putain ('Tis Pity She's a Whore) est une tragédie de John Ford. Elle est interprétée pour la première fois entre 1626 et 1633 par la compagnie des Queen Henrietta's Men (en) au Cockpit Theatre de Londres. Elle est publiée en 1633 au format in-quarto par l'imprimeur londonien Nicholas Okes (en).
Elle raconte l'histoire de l'amour incestueux entre Giovanni et sa sœur Annabella, qui finit par entraîner leur mort. La manière dont Ford traite de l'inceste sans le condamner en a fait l'une des pièces les plus controversées de la littérature anglaise.

## Traductions françaises
- 1856 : Dommage qu'elle soit une putain, dans Théâtre choisi, traduit par Ernest Lafond
- 1895 : Annabella, traduit et adapté par Maurice Maeterlinck, Paris, P. Ollendorff
- 1947 : Dommage qu'elle soit une p…, traduit par Georges Pillement, Paris, Guy le Prat
- 1961 : Dommage qu'elle soit une p…, traduit par Georges Beaume, Paris, Paris-théâtre no 171, 1961
- 1975 : C'est pitié qu'elle soit une putain, traduit par Christiane Barry, dans L'Avant-scène théâtre no 565, 1975
- 1995 : C'est pitié qu'elle soit une putain, traduit par Julien Baril, Jamila el Idrissi et Eric Andrieu, Avignon, Compagnie des petits carreaux
- 1998 : Dommage que ce soit une putain, traduit par Jean-Michel Déprats, Paris, Gallimard, « Folio théâtre » no 51
- 1999 : Dommage qu'elle soit une putain, adapté par Jérôme Savary, Arles, Actes Sud. Papiers, 1999
- 2006 : Dommage qu'elle soit une putain, traduit par Marion Bernède et Yves Beaunesne, Besançon, Les Solitaires intempestifs, « Traductions du XXIe siècle »
- 2009 : Dommage qu'elle soit une putain, traduit par Robert Ellrodt, dans Théâtre élisabéthain, vol. 2, Paris, Gallimard, « Bibliothèque de la Pléiade » no 556

## Adaptations
- 1971 : Dommage qu'elle soit une putain, film italien réalisé par Giuseppe Patroni Griffi